# VHDCI
VHDCI - 68-pinowe złącze, które zostało wprowadzone w dokumencie SPI-3 standardu SCSI-3. Złącze VHDCI jest bardzo małe, dlatego można zamieścić nawet cztery złącza w jednej karcie zajmującej jeden slot.
Kable VHDCI zostały również użyte przez firmę NVidia jako zewnętrzne PCI Express.

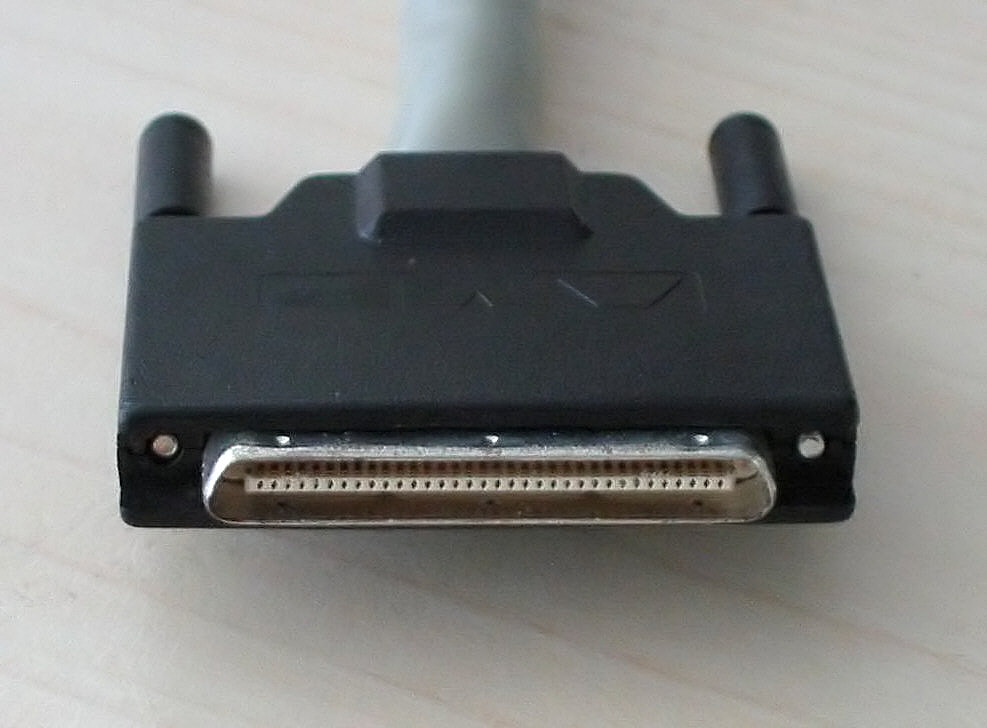
Złącze VHDCI